# Pleurogonium latimanum
Pleurogonium latimanum is een pissebed uit de familie Paramunnidae. De wetenschappelijke naam van de soort is voor het eerst geldig gepubliceerd in 1916 door Hans Jacob Hansen.